# Zara Larsson
Zara Maria Larsson (ur. 16 grudnia 1997 w Sztokholmie) – szwedzka piosenkarka i autorka piosenek.

## Życiorys

### Kariera muzyczna
W 2007 została finalistką konkursu talentów Stjärnskott i zagrała w szwedzkiej wersji musicalu Dźwięki muzyki.
Szerszej publiczności stała się znana w 2008, kiedy wzięła udział w drugiej edycji programu typu talent show Talang. W finale zaśpiewała przebój Céline Dion „My Heart Will Go On” i została zwyciężczynią show, wygrywając 500 tys. koron szwedzkich. Jej finałowy występ w serwisie YouTube odnotował ponad 15 milionów wyświetleń. Po programie nagrana przez nią wersja utworu „My Heart Will Go On” została wydana jako jej debiutancki singiel, który dotarł do 7. miejsca na oficjalnej szwedzkiej liście sprzedaży. W 2009 wystąpiła w serialu dokumentalnym TV4 Jag ska bli stjärna.

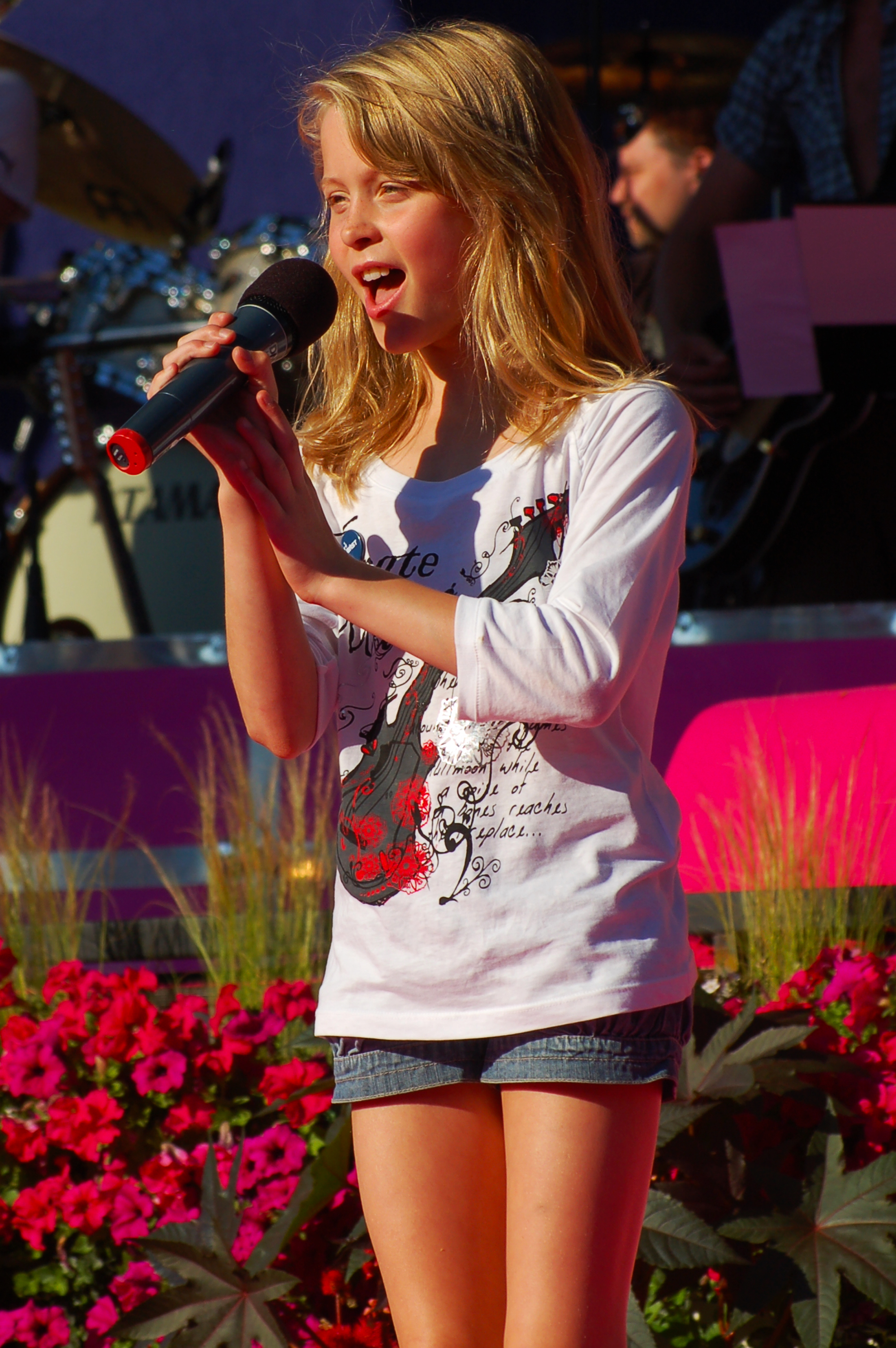
Zara Larsson podczas występu na Sommarkrysset (lipiec 2008)

W styczniu 2013 wydała debiutanckę EPkę pt. Introducing, na której umieściła pięć premierowych piosenek. Minialbum uzyskał w Szwecji status trzykrotnie platynowej płyty za sprzedaż w nakładzie przekraczającym 120 tysięcy egzemplarzy. Wydawnictwo było promowane singlem „Uncover”, który znalazł się na 1. miejscu na szwedzkiej liście sprzedaży, otrzymując ponadto certyfikat sześciokrotnej platyny w tym kraju. Dotarł również do 1. miejsca na liście przebojów w Norwegii, gdzie uzyskał platynowy certyfikat, oraz do 3. miejsca w Danii, gdzie zdobył status potrójnej platyny. Kompozycja była również notowana w pierwszej dziesiątce najlepiej sprzedających się singli we Francji, Belgii oraz Szwajcarii. W lipcu wydała drugi minialbum pt. Allow Me to Reintroduce Myself, który promowała m.in. singlem „She’s Not Me”, notowanym na 21. miejscu na liście sprzedaży w Szwecji oraz wyróżnionym złotym certyfikatem. W sierpniu została laureatką prestiżowych szwedzkich nagród Rockbjörnen w kategoriach: Najlepsza piosenkarka na żywo i Przełom roku. Pod koniec roku wystąpiła w Oslo Spektrum podczas koncertu na cześć laureatów Nagrody Nobla.
W maju 2014 wydała singiel „Carry You Home”, z którym dotarła do 3. miejsca na liście najlepiej sprzedających się singli w Szwecji i za który uzyskała certyfikat podwójnej platyny. Latem drugi rok z rzędu została laureatką nagród Rockbjörnen w kategorii Najlepsza piosenkarka na żywo. 1 października wydała debiutancki album studyjny pt. 1, z którym uplasowała się na 1. miejscu na liście sprzedaży w Szwecji i za który otrzymała status platynowej płyty za sprzedaż w nakładzie przekraczającym 40 tysięcy sztuk. Płyta była również notowana na 28. miejscu na norweskiej liście sprzedaży oraz na 33. pozycji zestawienia w Danii.

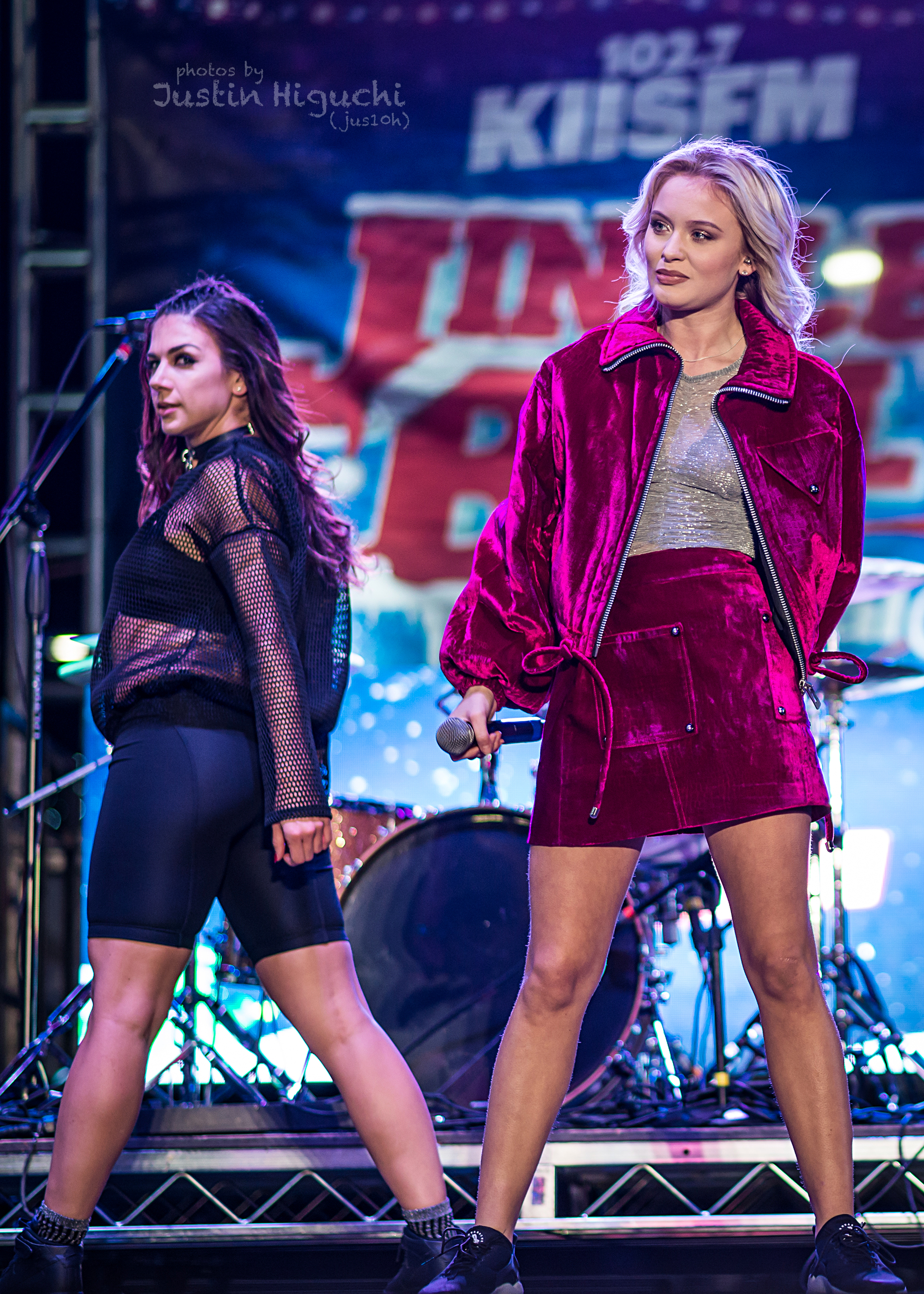
Zara Larsson w trakcie koncertu (luty 2016)

Na początku 2015 wydała kolejną EPkę pt. Uncover, przeznaczoną na rynek międzynarodowy poprzez nawiązanie przez piosenkarkę współpracy z amerykańską wytwórnią Epic Records. Miesiąc później wystąpiła na gali wręczenia prestiżowych szwedzkich nagród Grammis, gdzie wykonała utwór „Carry You Home” w wersji a cappella. W czerwcu wydała singiel „Lush Life”, który znalazł się na 1. pozycji na oficjalnej liście sprzedaży w Szwecji i został wyróżniony dziesięciokrotnie platynowym certyfikatem. Piosenka stała się również przebojem wielu innych krajach na świecie, trafiając na listy sprzedaży m.in. w Norwegii (2. miejsce i potrójnie platynowy certyfikat za sprzedaż), Danii (2. pozycja i podwójnie platynowy certyfikat), Wielkiej Brytanii (3. miejsce i status podwójnej platyny), Australii (4. miejsce i certyfikat poczwórnej platyny), Niemczech (4. pozycja i platyna za sprzedaż) czy Nowej Zelandii (6. pozycja i podwójna platyna). Pod koniec lipca wydała singiel „Never Forget You”, który nagrała w duecie z brytyjskim wokalistą o pseudonimie MNEK. Piosenka stała się międzynarodowym przebojem, docierając do pierwszej piątki na listach sprzedaży w Szwecji, Wielkiej Brytanii, Norwegii, Australii, Danii i Finlandii. Nagranie dotarło do 13. miejsca w zestawieniu Hot 100, najlepiej sprzedających się utworów w Stanach Zjednoczonych, gdzie uzyskało ponadto status potrójnie platynowego singla, przekraczając w tym kraju próg trzech milionów sprzedanych kopii.
W 2016 nagrała wraz z Davidem Guettą utwór „This One’s for You”, będący oficjalnym hymnem Mistrzostw Europy w Piłce Nożnej organizowanych we Francji. 17 marca 2017 wydała drugi album studyjny pt. So Good.
W czerwcu 2019 pojawiła się w chórkach w piosence Joanny Liszowskiej „Into U”

## Dyskografia

### Albumy studyjne
| Rok                                                     | Dane dot. albumu | Najwyższe pozycje na listach | Najwyższe pozycje na listach | Najwyższe pozycje na listach | Najwyższe pozycje na listach | Najwyższe pozycje na listach | Najwyższe pozycje na listach | Najwyższe pozycje na listach | Najwyższe pozycje na listach | Najwyższe pozycje na listach | Najwyższe pozycje na listach | Najwyższe pozycje na listach | Certyfikat | Sprzedaż |
| Rok                                                     | Dane dot. albumu | SWE                          | AUS                          | BEL                          | DEN                          | FIN                          | FRA                          | GER                          | NL                           | NOR                          | SWI                          | UK                           | Certyfikat | Sprzedaż |
| ------------------------------------------------------- | --- | ---------------------------- | ---------------------------- | ---------------------------- | ---------------------------- | ---------------------------- | ---------------------------- | ---------------------------- | ---------------------------- | ---------------------------- | ---------------------------- | ---------------------------- | --- | --- |
| 2014                                                    | 1 - Wydany: 1 października 2014 - Wytwórnia: Record Company Ten, Universal Music - Format: CD, digital download          | 1                            | –                            | –                            | 33                           | –                            | –                            | –                            | –                            | 28                           | –                            | –                            | - SWE: platynowa płyta - DEN: złota płyta | - SWE: 40 000+ - DEN: 10 000+ |
| 2017                                                    | So Good - Wydany: 17 marca 2017 - Wytwórnia: Record Company Ten, Epic Records, Sony Music - Format: CD, digital download | 1                            | 7                            | 19                           | 8                            | 6                            | 68                           | 29                           | 7                            | 2                            | 15                           | 7                            | - SWE: 2× platynowa płyta - NOR: platynowa płyta - USA: złota płyta - UK: złota płyta - CAN: złota płyta - AUS: złota płyta - DEN: złota płyta - NZ: złota płyta - POL: platynowa płyta | - SWE: 80 000+ - NOR: 30 000+ - USA: 500 000+ - UK: 100 000+ - CAN: 40 000+ - AUS: 35 000+ - DEN: 10 000+ - NZ: 7 500+ - POL: 20 000+ |
| 2017                                                    | Poster Girl - Wydany: 5 marca 2021 - Wytwórnia: TEN Music Group, Epic Records - Format: CD, digital download, streaming  |                              |                              |                              |                              |                              |                              |                              |                              |                              |                              |                              | - BRA: złota płyta - SWE: złota płyta - POL: złota płyta | - BRA: 20 000+ - SWE: 15 000+ - POL: 10 000+                                                                                          |
| „–” oznacza, że album nie był notowany na danej liście. | |                              |                              |                              |                              |                              |                              |                              |                              |                              |                              |                              | | |

### EP
| Rok  | Dane dot. albumu | Certyfikat                | Sprzedaż        |
| ---- | --- | ------------------------- | --------------- |
| 2013 | Introducing - Wydany: 21 stycznia 2013 - Wytwórnia: Record Company Ten, Universal Music - Format: digital download                | - SWE: 3× platynowa płyta | - SWE: 120 000+ |
| 2013 | Allow Me to Reintroduce Myself - Wydany: 5 lipca 2013 - Wytwórnia: Record Company Ten, Universal Music - Format: digital download |                           |                 |
| 2015 | Uncover - Wydany: 16 stycznia 2015 - Wytwórnia: Record Company Ten, Epic Records, Sony Music - Format: digital download           |                           |                 |
| 2015 | The Remixes - Wydany: 18 grudnia 2015 - Wytwórnia: Record Company Ten, Epic Records - Format: digital download                    |                           |                 |

### Single
| Rok                                                      | Tytuł                                         | Najwyższe pozycje na listach | Najwyższe pozycje na listach | Najwyższe pozycje na listach | Najwyższe pozycje na listach | Najwyższe pozycje na listach | Najwyższe pozycje na listach | Najwyższe pozycje na listach | Najwyższe pozycje na listach | Najwyższe pozycje na listach | Najwyższe pozycje na listach | Najwyższe pozycje na listach | Najwyższe pozycje na listach | Certyfikat | Sprzedaż | Album                                 |
| Rok                                                      | Tytuł                                         | SWE                          | AUS                          | DEN                          | FIN                          | FRA                          | GER                          | IRL                          | NLD                          | NOR                          | SWI                          | UK                           | USA                          | Certyfikat | Sprzedaż | Album                                 |
| -------------------------------------------------------- | --------------------------------------------- | ---------------------------- | ---------------------------- | ---------------------------- | ---------------------------- | ---------------------------- | ---------------------------- | ---------------------------- | ---------------------------- | ---------------------------- | ---------------------------- | ---------------------------- | ---------------------------- | --- | --- | ------------------------------------- |
| 2008                                                     | „My Heart Will Go On” (jako Zara)             | 7                            | –                            | –                            | –                            | –                            | –                            | –                            | –                            | –                            | –                            | –                            | –                            | | | —                                     |
| 2013                                                     | „Uncover”                                     | 1                            | –                            | 3                            | –                            | 5                            | –                            | –                            | –                            | 1                            | 8                            | –                            | –                            | - SWE: 6× platyna - DEN: 3× platyna - BEL: platyna - NOR: platyna - FRA: złoto | - SWE: 240 000+ - DEN: 90 000+ - BEL: 30 000+ - NOR: 10 000+ - FRA: 75 000+ | Introducing                           |
| 2013                                                     | „She’s Not Me”                                | 21                           | –                            | –                            | –                            | –                            | –                            | –                            | –                            | –                            | –                            | –                            | –                            | - SWE: złoto | - SWE: 20 000+ | Allow Me to Reintroduce Myself oraz 1 |
| 2013                                                     | „Bad Boys”                                    | 27                           | –                            | 33                           | –                            | –                            | –                            | –                            | –                            | –                            | –                            | –                            | –                            | - DEN: złoto | - DEN: 15 000+ | 1                                     |
| 2014                                                     | „Carry You Home”                              | 3                            | –                            | –                            | –                            | –                            | –                            | –                            | –                            | –                            | –                            | –                            | –                            | - SWE: 2× platyna | - SWE: 80 000+ | 1                                     |
| 2014                                                     | „Rooftop”                                     | 6                            | –                            | –                            | –                            | –                            | –                            | –                            | –                            | –                            | –                            | –                            | –                            | - SWE: platyna | - SWE: 40 000+ | 1                                     |
| 2014                                                     | „Weak Heart”                                  | 53                           | –                            | –                            | –                            | –                            | –                            | –                            | –                            | –                            | –                            | –                            | –                            | | | 1                                     |
| 2015                                                     | „Lush Life”                                   | 1                            | 4                            | 2                            | 6                            | 16                           | 4                            | 2                            | 3                            | 2                            | 3                            | 3                            | 75                           | - SWE: 10× platyna - FRA: diament - POL: diament - AUS: 4× platyna - ITA: 3× platyna - NOR: 3× platyna - UK: 2× platyna - DEN: 2× platyna - SPA: 2× platyna - SWI: 2× platyna - NZ: 2× platyna - GER: 3× złoto - USA: platyna - CAN: platyna - BEL: platyna - AUT: złoto | - SWE: 400 000+ - FRA: 250 000+ - POL: 100 000+ - AUS: 280 000+ - ITA: 150 000+ - NOR: 30 000+ - UK: 1 200 000+ - DEN: 120 000+ - SPA: 80 000+ - SWI: 60 000+ - NZ: 30 000+ - GER: 600 000+ - USA: 1 000 000+ - CAN: 80 000+ - BEL: 30 000+ - AUT: 15 000+ | So Good                               |
| 2015                                                     | „Never Forget You” (oraz MNEK)                | 1                            | 3                            | 5                            | 4                            | 105                          | 20                           | 15                           | 8                            | 2                            | 32                           | 5                            | 13                           | - SWE: 5× platyna - AUS: 4× platyna - USA: 3× platyna - CAN: 2× platyna - POL: 2× platyna - NZ: 2× platyna - NOR: 2× platyna - UK: platyna - DEN: platyna - ITA: platyna - BEL: platyna - SWI: platyna - GER: złoto                                                      | - SWE: 200 000+ - AUS: 280 000+ - USA: 3 000 000+ - CAN: 160 000+ - POL: 40 000+ - NZ: 30 000+ - NOR: 20 000+ - UK: 600 000+ - DEN: 60 000+ - ITA: 50 000+ - BEL: 30 000+ - SWI: 30 000+ - GER: 200 000+                                                   | So Good                               |
| 2016                                                     | „Ain’t My Fault”                              | 1                            | 17                           | 15                           | 13                           | 110                          | 16                           | 17                           | 28                           | 8                            | 43                           | 13                           | 76                           | - SWE: 3× platyna - AUS: 2× platyna - POL: platyna - USA: złoto - UK: złoto - GER: złoto - FRA: złoto - CAN: złoto - DEN: złoto - ITA: złoto - BEL: złoto - NZ: złoto - SWI: złoto                                                                                       | - SWE: 120 000+ - AUS: 140 000+ - USA: 500 000+ - UK: 400 000+ - GER: 200 000+ - FRA: 75 000+ - CAN: 40 000+ - ITA: 25 000+ - BEL: 15 000+ - NZ: 15 000+ - SWI: 15 000+                                                                                    | So Good                               |
| 2016                                                     | „I Would Like”                                | 4                            | 16                           | 23                           | –                            | –                            | 56                           | 7                            | 28                           | 23                           | 55                           | 2                            | –                            | - SWE: platyna - UK: platyna - AUS: platyna - CAN: złoto - DEN: złoto - ITA: złoto - NZ: złoto - SWI: złoto - POL: złoto | - SWE: 40 000+ - UK: 600 000+ - AUS: 70 000+ - CAN: 40 000+ - ITA: 25 000+ - NZ: 15 000+ - SWI: 15 000+ | So Good                               |
| 2017                                                     | „So Good” (oraz Ty Dolla Sign)                | 7                            | –                            | 30                           | –                            | 160                          | 99                           | 91                           | –                            | 27                           | 89                           | 44                           | –                            | - SWE: złoto - AUS: złoto | - SWE: 20 000+ | So Good                               |
| 2017                                                     | „Don’t Let Me Be Yours”                       | 36                           | –                            | –                            | –                            | –                            | –                            | –                            | –                            | –                            | –                            | –                            | –                            | | | So Good                               |
| 2017                                                     | „Only You”                                    | 5                            | –                            | –                            | –                            | –                            | –                            | –                            | –                            | 39                           | –                            | –                            | –                            | | | So Good                               |
| 2018                                                     | „Ruin My Life"                                | 2                            | 32                           | 21                           | 20                           | –                            | 62                           | 5                            | 60                           | 14                           | 94                           | 9                            | 76                           | - UK: złoto - POL: złoto | - UK: 400 000+ | Poster Girl (edycja japońska)         |
| 2019                                                     | „Don't Worry Bout Me"                         | 7                            | –                            | –                            | –                            | –                            | –                            | 36                           | –                            | 26                           | –                            | 34                           | –                            | - UK: srebro | - UK: 200 000+ | Poster Girl (edycja japońska)         |
| 2019                                                     | „Wow"                                         | 27                           | –                            | –                            | –                            | –                            | –                            | –                            | –                            | –                            | –                            | –                            | –                            | - POL: złoto | | Poster Girl                           |
| 2019                                                     | „A Brand New Day" (oraz BTS)                  | –                            | –                            | –                            | –                            | –                            | –                            | –                            | –                            | –                            | –                            | –                            | –                            | | | BTS World: Original Soundtrack        |
| 2019                                                     | „All the Time"                                | 19                           | –                            | –                            | –                            | –                            | –                            | 57                           | –                            | –                            | –                            | 58                           | –                            | | | Poster Girl (edycja japońska)         |
| 2019                                                     | „Invisible"                                   | 44                           | –                            | –                            | –                            | –                            | –                            | –                            | –                            | –                            | –                            | –                            | –                            | | | Klaus                                 |
| 2020                                                     | „Like It Is” (oraz Kygo, Tyga)                | 4                            | –                            | 39                           | 20                           | 167                          | 41                           | –                            | 55                           | –                            | 9                            | –                            | –                            | - POL: złoto | | Golden Hour                           |
| 2020                                                     | „Love Me Land”                                | –                            | –                            | –                            | –                            | –                            | –                            | –                            | –                            | –                            | –                            | –                            | –                            | | | Poster Girl                           |
| 2020                                                     | „Säg Mig Var Du Står” (oraz Carola Häggkvist) | 2                            | –                            | –                            | –                            | –                            | –                            | –                            | –                            | –                            | –                            | –                            | –                            | | | Poster Girl                           |
| 2023                                                     | „Can’t Tame Her”                              |                              |                              |                              |                              |                              |                              |                              |                              |                              |                              |                              |                              | - POL: złoto | | Venus                                 |
| „–” oznacza, że singel nie był notowany na danej liście. |                                               |                              |                              |                              |                              |                              |                              |                              |                              |                              |                              |                              |                              | | |                                       |

### Z gościnnym udziałem
| Rok                                                     | Tytuł                                                 | Najwyższe pozycje na listach | Najwyższe pozycje na listach | Najwyższe pozycje na listach | Najwyższe pozycje na listach | Najwyższe pozycje na listach | Najwyższe pozycje na listach | Najwyższe pozycje na listach | Najwyższe pozycje na listach | Najwyższe pozycje na listach | Najwyższe pozycje na listach | Najwyższe pozycje na listach | Najwyższe pozycje na listach | Certyfikat | Sprzedaż | Album                      |
| Rok                                                     | Tytuł                                                 | SWE                          | AUS                          | BEL                          | DEN                          | FIN                          | FRA                          | GER                          | IRL                          | NL                           | NOR                          | SWI                          | UK                           | Certyfikat | Sprzedaż | Album                      |
| ------------------------------------------------------- | ----------------------------------------------------- | ---------------------------- | ---------------------------- | ---------------------------- | ---------------------------- | ---------------------------- | ---------------------------- | ---------------------------- | ---------------------------- | ---------------------------- | ---------------------------- | ---------------------------- | ---------------------------- | --- | --- | -------------------------- |
| 2016                                                    | „Girls Like” (Tinie Tempah oraz Zara Larsson)         | 21                           | 15                           | 16                           | 25                           | 20                           | 106                          | 83                           | 12                           | 9                            | 30                           | –                            | 5                            | - UK: platyna - AUS: platyna - DEN: platyna - NOR: platyna - ITA: złoto - BEL: złoto - NZ: złoto - POL: platyna | - UK: 600 000+ - AUS: 70 000+ - DEN: 60 000+ - NOR: 10 000+ - ITA: 25 000+ - BEL: 15 000+ - NZ: 7 500+ - POL: 50 000+                                                                                      | Youth                      |
| 2016                                                    | „This One’s for You” (David Guetta oraz Zara Larsson) | 3                            | 67                           | 2                            | 11                           | 10                           | 1                            | 1                            | 10                           | 6                            | 4                            | 1                            | 16                           | - FRA: diament - ITA: 3× platyna - NOR: 2× platyna - DEN: platyna - SPA: platyna - BEL: platyna - GER: złoto - AUT: złoto - SWI: złoto - POL: platyna - UK: srebro                                                         | - FRA: 250 000+ - ITA: 150 000+ - NOR: 20 000+ - SPA: 40 000+ - BEL: 30 000+ - GER: 200 000+ - AUT: 15 000+ - SWI: 15 000+ - POL: 50 000+ - UK: 200 000+                                                   | So Good (japońska edycja)  |
| 2017                                                    | „Symphony” (Clean Bandit oraz Zara Larsson)           | 1                            | 4                            | 3                            | 10                           | 2                            | 12                           | 9                            | 2                            | 4                            | 1                            | 6                            | 1                            | - FRA: diament - ITA: 4× platyna - AUS: 3× platyna - UK: 2× platyna - CAN: 2× platyna - SWI: 2× platyna - GER: platyna - DEN: platyna - SPA: platyna - BEL: platyna - NZ: platyna - USA: złoto - AUT: złoto - POL: diament | - FRA: 250 000+ - ITA: 200 000+ - AUS: 210 000+ - UK: 1 200 000+ - CAN: 160 000+ - SWI: 60 000+ - GER: 400 000+ - SPA: 40 000+ - BEL: 30 000+ - NZ: 30 000+ - USA: 500 000+ - AUT: 15 000+ - POL: 100 000+ | So Good oraz What Is Love? |
| 2019                                                    | „Holding Out for You" (Fedez oraz Zara Larsson)       | –                            | –                            | –                            | –                            | –                            | –                            | –                            | –                            | –                            | –                            | –                            | –                            | | | Paranoia Airlines          |
| 2019                                                    | „Now You're Gone" (Tom Walker oraz Zara Larsson)      | 84                           | –                            | –                            | –                            | –                            | –                            | –                            | 77                           | –                            | –                            | –                            | 79                           | | | What a Time to Be Alive    |
| 2022                                                    | „Words" (Alesso gośc. Zara Larsson)                   |                              |                              |                              |                              |                              |                              |                              |                              |                              |                              |                              |                              | - POL: 2x platyna | - POL: 100 000+ |                            |
| „–” oznacza, że utwór nie był notowany na danej liście. |                                                       |                              |                              |                              |                              |                              |                              |                              |                              |                              |                              |                              |                              | | |                            |

### Inne notowane utwory
| Rok  | Tytuł                              | Najwyższe pozycje na liście | Album       |
| Rok  | Tytuł                              | SWE                         | Album       |
| ---- | ---------------------------------- | --------------------------- | ----------- |
| 2013 | „When Worlds Collide”              | 26                          | Introducing |
| 2013 | „It’s a Wrap”                      | 43                          | Introducing |
| 2013 | „Under My Shades”                  | 45                          | Introducing |
| 2017 | „TG4M”                             | 19                          | So Good     |
| 2017 | „One Mississippi”                  | 26                          | So Good     |
| 2017 | „I Can’t Fall in Love Without You” | 29                          | So Good     |
| 2017 | „What They Say”                    | 31                          | So Good     |
| 2017 | „Funeral”                          | 46                          | So Good     |
| 2017 | „Sundown” (feat. Wizkid)           | 51                          | So Good     |
| 2017 | „Make That Money Girl”             | 57                          | So Good     |

### Teledyski
| Rok                   | Tytuł                           | Reżyseria                   |
| --------------------- | ------------------------------- | --------------------------- |
| 2013                  | „Under My Shades”               | Måns Nyman                  |
| 2013                  | „She’s Not Me (Pt. 1)”          | Måns Nyman                  |
| 2013                  | „She’s Not Me (Pt. 2)”          | Måns Nyman                  |
| 2013                  | „Love Again"                    | Zara Larsson                |
| 2013                  | „Bad Boys”                      | Måns Nyman                  |
| 2014                  | „Carry You Home”                | Emil Nava                   |
| 2014                  | „Rooftop”                       | Måns Nyman                  |
| 2014                  | „Weak Heart”                    | David Soutar                |
| 2015                  | „Uncover”                       | A.V. Rockwell               |
| 2015                  | „Lush Life”                     | Måns Nyman                  |
| 2015                  | „Never Forget You”              | Richard Paris Wilson        |
| 2016                  | „Lush Life” (Alternate Version) | Mary Clerté                 |
| 2016                  | „Ain’t My Fault”                | Emil Nava                   |
| 2017                  | „So Good”                       | Sarah McColgan              |
| 2017                  | „Don’t Let Me Be Yours”         | Daniel Kaufman              |
| 2018                  | „Ruin My Life"                  |                             |
| 2019                  | „Don't Worry Bout Me"           |                             |
| 2019                  | „All the Time"                  |                             |
| Jako artysta gościnny |                                 |                             |
| 2016                  | „This One's For You"            | Hannah Lux Davis            |
| 2016                  | „Girls Like"                    | Craig Moore                 |
| 2017                  | „Symphony"                      | Grace Chatto Jack Patterson |

## Nagrody i nominacje

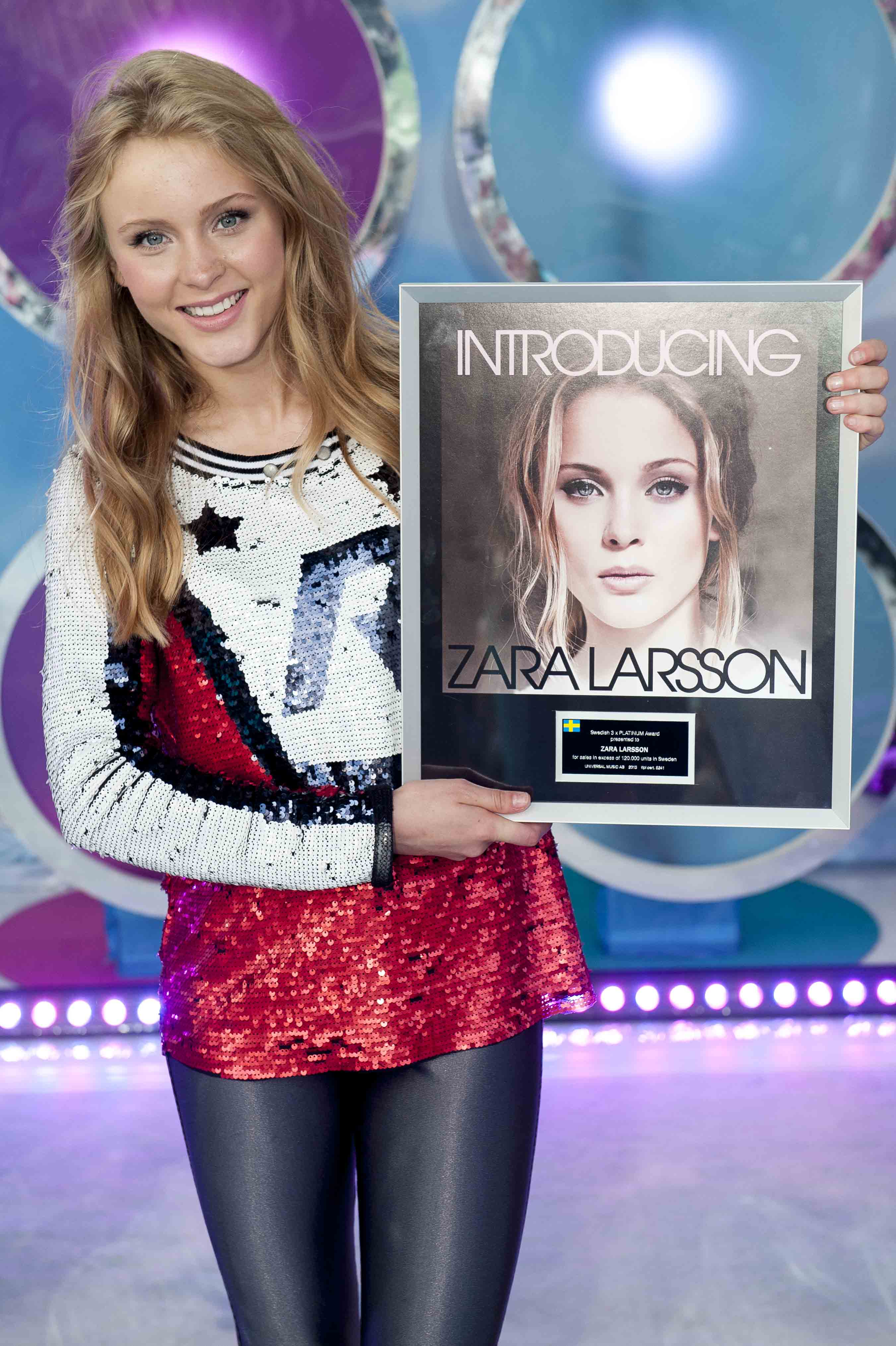
Zara Larsson z potrójnie platynową płytą za album Introducing (2013)

| Rok  | Konkurs                      | Kategoria                                           | Rezultat  |
| ---- | ---------------------------- | --------------------------------------------------- | --------- |
| 2013 | Rockbjörnen                  | Najlepsza piosenkarka na żywo                       | Wygrana   |
| 2013 | Rockbjörnen                  | Przełom roku                                        | Wygrana   |
| 2014 | P3 Guld                      | Piosenka roku („Uncover”)                           | Nominacja |
| 2014 | Gaygalan                     | Najlepsza szwedzka piosenka roku („Uncover”)        | Nominacja |
| 2014 | Grammis                      | Piosenka roku („Uncover”)                           | Nominacja |
| 2014 | Kids’ Choice Awards 2014     | Ulubiona szwedzka gwiazda                           | Nominacja |
| 2014 | Rockbjörnen                  | Najlepsza piosenkarka na żywo                       | Wygrana   |
| 2015 | P3 Guld                      | Artysta roku                                        | Nominacja |
| 2015 | Grammis                      | Piosenka roku („Carry You Home”)                    | Nominacja |
| 2015 | Kids’ Choice Awards 2015     | Ulubiona szwedzka gwiazda                           | Nominacja |
| 2015 | Rockbjörnen                  | Najlepsza piosenkarka na żywo                       | Wygrana   |
| 2015 | Rockbjörnen                  | Najlepsi fani                                       | Nominacja |
| 2015 | Rockbjörnen                  | Nagroda specjalna                                   | Wygrana   |
| 2015 | MTV Europe Music Awards 2015 | Najlepszy wykonawca MTV Push                        | Nominacja |
| 2015 | MTV Europe Music Awards 2015 | Najlepszy szwedzki wykonawca                        | Nominacja |
| 2016 | P3 Guld                      | Artysta roku                                        | Nominacja |
| 2016 | P3 Guld                      | Piosenka roku („Lush Life”)                         | Wygrana   |
| 2016 | Gaygalan                     | Hetero roku                                         | Nominacja |
| 2016 | Gaygalan                     | Artysta roku                                        | Nominacja |
| 2016 | Grammis                      | Artysta roku                                        | Nominacja |
| 2016 | Grammis                      | Piosenka roku („Lush Life”)                         | Nominacja |
| 2016 | Kids’ Choice Awards 2016     | Ulubiona szwedzka gwiazda                           | Wygrana   |
| 2016 | Teen Choice Awards           | Piosenka o rozstaniu („Never Forget You”)           | Nominacja |
| 2016 | Rockbjörnen                  | Najlepsza piosenkarka na żywo                       | Nominacja |
| 2016 | Rockbjörnen                  | Najlepsi fani                                       | Nominacja |
| 2016 | MTV Video Music Awards 2016  | Najlepszy nowy artysta                              | Nominacja |
| 2016 | MTV Europe Music Awards 2016 | Najlepszy debiut                                    | Wygrana   |
| 2016 | MTV Europe Music Awards 2016 | Najlepszy szwedzki wykonawca                        | Wygrana   |
| 2016 | NRJ Music Awards             | Międzynarodowy przełom roku                         | Nominacja |
| 2016 | NRJ Music Awards             | Międzynarodowa piosenka roku („This One’s for You”) | Nominacja |
| 2016 | Musikexportpriset            |                                                     | Wygrana   |
| 2017 | P3 Guld                      | Artysta roku                                        | Wygrana   |
| 2017 | P3 Guld                      | Piosenka roku („Ain’t My Fault”)                    | Nominacja |
| 2017 | P3 Guld                      | Złoty mikrofon                                      | Nominacja |
| 2017 | Gaygalan                     | Hetero roku                                         | Nominacja |
| 2017 | Gaygalan                     | Najlepsza szwedzka piosenka roku („Ain’t My Fault”) | Nominacja |
| 2017 | Brit Awards                  | Brytyjski singel roku („Girls Like”)                | Nominacja |
| 2017 | Brit Awards                  | Brytyjskie wideo („Girls Like”)                     | Nominacja |
| 2017 | Grammis                      | Artysta roku                                        | Wygrana   |
| 2017 | Grammis                      | Piosenka roku („Ain’t My Fault”)                    | Nominacja |
| 2017 | Kids’ Choice Awards 2017     | Ulubiona światowa gwiazda muzyki                    | Nominacja |
| 2017 | Kids’ Choice Awards 2017     | Ulubiona szwedzka gwiazda                           | Nominacja |
| 2017 | Teen Choice Awards           | Choice Breakout Artist                              | Nominacja |
| 2017 | Rockbjörnen                  | Najlepsza piosenkarka na żywo                       | Wygrana   |
| 2017 | Rockbjörnen                  | Najlepsza szwedzka piosenka („Only You”)            | Wygrana   |
| 2017 | Rockbjörnen                  | Najlepsi fani                                       | Nominacja |
| 2017 | MTV Europe Music Awards 2017 | Najlepszy szwedzki wykonawca                        | Wygrana   |
| 2018 | P3 Guld                      | Artysta roku                                        | Nominacja |
| 2018 | P3 Guld                      | Piosenka roku („Symphony”)                          | Nominacja |
| 2018 | P3 Guld                      | Złoty mikrofon                                      | Nominacja |
| 2018 | Grammis                      | Artysta roku                                        | Wygrana   |
| 2018 | Grammis                      | Album roku (So Good)                                | Wygrana   |
| 2018 | Grammis                      | Piosenka roku („Only You”)                          | Wygrana   |
| 2018 | Grammis                      | Pop roku                                            | Nominacja |